# Stazione di Tōgō

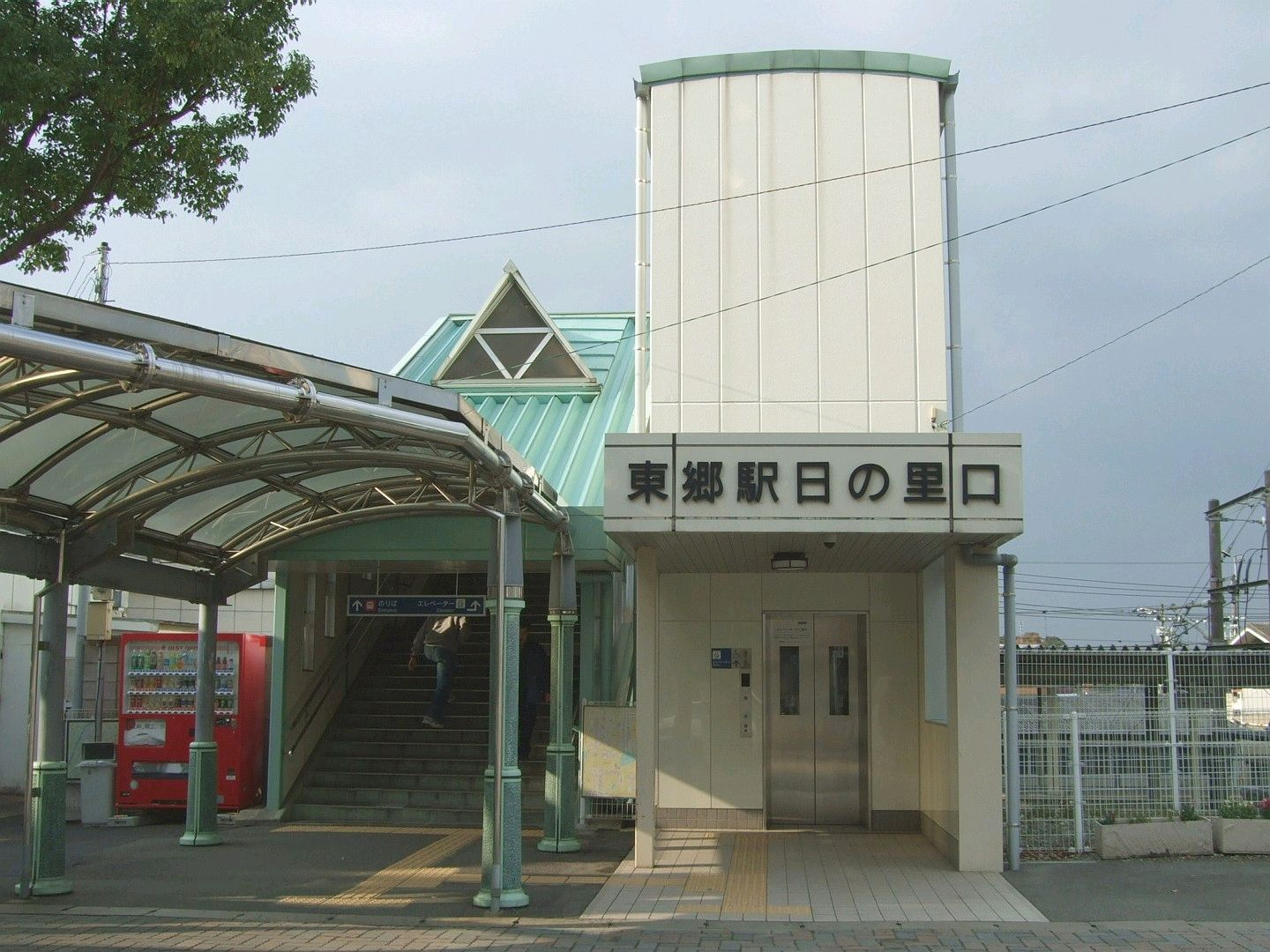
Vista dell'uscita sud

La stazione di Tōgō (東郷駅?, Tōgō-eki) è una stazione ferroviaria situata nella città di Munakata, nella prefettura di Fukuoka in Giappone. La stazione è servita dalla linea principale Kagoshima  della JR Kyushu.

## Linee e servizi ferroviari
JR Kyushu
■ Linea principale Kagoshima

## Struttura
La stazione è costituita da due marciapiedi laterali con due binari passanti in superficie. I marciapiedi sono collegati al fabbricato viaggiatori, posto sopra il piano del ferro, da scale fisse e ascensori. Sono altresì presenti tornelli automatici con supporto alla bigliettazione elettronica Sugoca e biglietteria presenziata
| 1 | ■ Linea principale Kagoshima |  | per Akama, Kurosaki, Kokura e Mojikō |
| 2 | ■ Linea principale Kagoshima |  | per Kashii, Hakata, Tosu e Ōmuta     |

## Stazioni adiacenti
| «                          | Servizio                   | »                          |
| Linea principale Kagoshima | Linea principale Kagoshima | Linea principale Kagoshima |
| -------------------------- | -------------------------- | -------------------------- |
| Akama                      | Locale                     | Higashi-Fukuma             |
| Akama                      | Semirapido                 | Higashi-Fukuma             |
| Akama                      | Rapido                     | Fukuma                     |

- 1: Presso la stazione fermano anche alcuni espressi limitati Sonic e Kirameki